# Nicolaus Eschilli
Nicolaus Eschilli, även stavat Nikolaus Aechilli, född den 4 augusti 1588 i Förlösa socken, död den 17 december 1650 i Kalmar, var superintendent i Kalmar stift. 

## Biografi
Nicolaus Eschilli erhöll en mycket god utbildning genom sin far kyrkoherden Eschillius Haquinis försorg. I unga år studerade han först i Kalmar, sedan i Växjö och därefter i Linköping. Därefter reste Nicolaus Eschilli tillsammans med sin bror Petrus till Greifswald. Brodern skulle senare bli kyrkoherde i Åby socken. Den 2 november 1605 blev Nicolaus Eschilli student vid Greifswalds universitet, där Nicolaus Eschilli skrev in sig med namnet Phyrladius.
Efter besök i Rostock, Helmstädt och Leipzig blev Nicolaus Eschilli student vid Wittenbergs universitetet den 10 oktober 1610. Nicolaus Eschilli stannade inte länge i Wittenberg utan återvände redan samma år till Sverige, där han fick tjänst som rektor i Kalmar. Den 9 november 1613 prästvigdes han tillsammans med sju andra blivande präster i Vimmerby. 1623 blev han teologie lektor och kyrkoherde i Ljungby socken i Kalmar län. 
Den 29 november 1627 blev han utnämnd till superintendent i Kalmar stift. I denna egenskap verkade han till sin död. Eschilli deltog även som riksdagsman från sistnämnda år och under de följande riksdagarna.
Det religlösa genomsyrade hans liv från alla håll. Vid riksdagen 1644 gick han till storms mot drottning Kristinas lärare Johannes Matthiæ Gothus. Johannes Matthiæ Gothus hade hävdat att man kunde avstå från nöddop om detta förrättades av en lekman. Följande år utgav Eschilli en synodaldisputation, i vilken han närmare utvecklade skälen för sitt klander. Om man tillrådde att hellre umbära dopet än låta lekmän meddela det, så innebar detta en sådan en förkastelse av dopets nödvändighet, och styrkte kalvinisternas mening, att dopet inte var den nya födelsens medel, utan endast "ett tecken eller en yttre ceremoni".
Drottningen ville dock på inga villkor tillåta, att hennes lärare Johannes Matthiæ Gothus skulle bli utsatt för någon förföljelse. Vid riksdagen 1647, förekom inom riksrådet en skarp ordväxling mellan Axel Oxenstierna och drottningen, som uttalade sitt missnöje med Nicolai Eschilli. Det gick så långt, att drottningen slutligen gav de församlade biskoparna befallning att förlika saken. Detta lyckades: de bägge kämparna räckte varandra handen till försoning; men de frågor, som framkallat oenigheten, var härmed endast undanskjutna och kunde lätt ge anledning till nya strider. Axel Oxenstierna, som bedömde saken realistiskt, skrev också till sin vän biskop Isak Rothovius i Åbo stift: "Sopita aut ad tempus suppressa lis fuit".

### Familj
Nicolaus Eschilli gifte sig 1616 med Birgitta Ungius. Hon var dotter till Johannes Petri Ungius, vilken var Eschillis företrädare som superintendent i Kalmar. Ungius far i sin tur var hovpredikant hos Johan III och senare kyrkoherde i Hultsjö socken i Jönköpings län. Birgittas mor härstammade från en borgarsläkt vilken genom moderns far, borgmästaren i Jönköping Måns Jönsson, fått stor rikedom och anseende under 1500-talets slut. De fick tillsammans barnen sekreteraren Nils Eschilli i Helsingör, Eskil Eschilli, Elin Eschilli som var gift med borgmästare Hans Silfverlåås i Kalmar, Catharina Eschilli som var gift med borgmästaren Magnus Gripenklo i Visby, Birgitta Eschilli som var gift med faderns efterträdare och Anna Eschilli som var gift med kyrkoherden Johannes Enander i Norrköping.